# Pietra d'altare a Malia
La pietra d'altare a Malia è una lastra di pietra recante un'iscrizione in geroglifici cretesi, scavata a Malia, Creta. La pietra ha un cavità simile a una tazza e si è pensato fosse una pietra d'altare minoica. Dei 16 glifi dell'iscrizione, tre si verificano ogni due volte. L'iscrizione è il solo esempio noto di geroglifici cretesi su pietra.

## Letteratura
- (FR)  Fernand Chapouthier, Inscrizione geroglifica incisa su un blocco di calcare, Bulletin de Correspondance Hellénique 62 (1938), 104-109.